# Krásný Les (Libereci járás)
Krásný Les település Csehországban, Libereci járásban. Krásný Les Raspenava, Nové Město pod Smrkem, Bulovka, Dolní Řasnice és Frýdlant településekkel határos. Lakosainak száma 481 fő (2024. január 1.).

## Népesség
A település lakosságának változását az alábbi diagram mutatja:
| Lakosok száma | 1120 | 1150 | 1102 | 582  | 442  | 403  | 462  | 462  | 477  | 481  |
|               | 1869 | 1890 | 1921 | 1950 | 1980 | 2001 | 2017 | 2019 | 2022 | 2024 |